# Superfluid

L'Heli superfuid, és capaç d'ascendir per una paret vertical i entrar en un recipient buit.

Un superfluid és una fase o estat de la matèria caracteritzat per l'absència total de viscositat de manera que, en un circuit tancat, fluiria indefinidament sense cap fricció. La superfluïdesa va ser descoberta el 1937 per Piotr Leonídovitx Kapitsa, John F. Allen i Don Misener en el seu estudi anomenat Hidrodinàmica quàntica.
És un fenomen físic que té lloc a molt baixes temperatures, prop del zero absolut, límit a partir del qual s'interromp o cessa qualsevol tipus d'activitat. Un inconvenient és que quasi tots els elements es congelen a aquestes temperatures tan baixes, amb l'excepció de l'heli. Existeixen dos isòtops estables de l'heli, l'heli-4 (comú) i l'heli-3 (rar), que és produït en la desintegració del triti en reactors nuclears. Aquest últim isòtop també es pot trobar en la superfície de la Lluna.

## Superfluidesa de l'heli líquid
La superfluidesa va ser descoberta a l'heli-4 per Pyotr Kapitsa i de manera independent per John F. Allen i Don Misener el 1937. Onnes possiblement va observar la transició de fase superfluida el 2 d'agost de 1911, el mateix dia que va observar la superconductivitat en el mercuri. Des de llavors s'ha descrit a través de la fenomenologia i les teories microscòpiques.
A l'heli-4 líquid, la superfluidesa es produeix a temperatures molt més altes que a l'heli-3. Cada àtom d'heli-4 és una partícula bosó, en virtut del seu espín enter. Un àtom d'heli-3 és una partícula fermió; només pot formar bosons emparellant-se amb una altra partícula com ella a temperatures molt més baixes. El descobriment de la superfluidesa a l'heli-3 va ser la base per a l'atorgament del Premi Nobel de Física de 1996. Aquest procés és similar al aparellament d'electrons en superconductivitat.

## Gasos atòmics ultrafreds
La superfluidesa en un gas fermiònic ultrafred va ser provada experimentalment per Wolfgang Ketterle i el seu equip que van observar vòrtex quàntics en liti-6 a una temperatura de 50 nK al MIT l'abril de 2005. Aquests vòrtex s'havien observat anteriorment en un gas bosònic ultrafred utilitzant rubidi-87 l'any 2000, i més recentment en gasos bidiminsionals. Ja l'any 1999, Lene Hau va crear un condensat d'aquest tipus utilitzant àtoms de sodi amb el propòsit de frenar la llum i, posteriorment, aturar-la completament. El seu equip va utilitzar posteriorment aquest sistema de llum comprimida per generar el superfluid anàleg a les ones de xoc i els tornados:
| «                                                                      | (anglès) These dramatic excitations result in the formation of solitons that in turn decay into quantized vortices—created far out of equilibrium, in pairs of opposite circulation—revealing directly the process of superfluid breakdown in Bose–Einstein condensates. With a double light-roadblock setup, we can generate controlled collisions between shock waves resulting in completely unexpected, nonlinear excitations. We have observed hybrid structures consisting of vortex rings embedded in dark solitonic shells. The vortex rings act as 'phantom propellers' leading to very rich excitation dynamics. | (català) Aquestes excitacions dramàtiques donen lloc a la formació de solitons que al seu torn decauen en vòrtex quàntics}—creats lluny de l'equilibri, en parells de circulació oposada—revelant directament el procés de descomposició de superfluids en els condensats de Bose-Einstein. Amb una configuració de doble barra de llum, podem generar col·lisions controlades entre ones de xoc que donen lloc a excitacions no lineals completament inesperades. Hem observat estructures híbrides que consisteixen en anells de vòrtex incrustats en petxines solitòniques fosques. Els anells de vòrtex actuen com a "hèlixs fantasma" donant lloc a una dinàmica d'excitació molt rica. | » |
| — Lene Hau. SIAM Conference on Nonlinear Waves and Coherent Structures | | |   |

## Superfluids en astrofísica
La idea que la superfluidesa existeix dins de les estrelles de neutrons va ser proposada per primera vegada per Arkady Migdal. Per analogia amb els electrons dins dels superconductors que formen parells de Cooper a causa de la interacció electró-reixat. S'espera que en una estrella de neutrons a una densitat prou alta i a baixa temperatura els nucleons també puguin formar parells de Cooper a causa de la força nuclear atractiva de llarg abast i donar lloc a la superfluidesa i la superconductivitat.

## En física d'altes energies i gravetat quàntica
El comportament dels superfluids és el resultat de la relació de Clausius-Clapeyron i no es pot explicar pel model actual de la mecànica clàssica ni per la física nuclear dels models elèctrics. La Teoria del buit dels superfluids (SVT per l'anglès Superfluid vacuum theory) és un enfocament de la física teòrica i la mecànica quàntica on el buit físic es veu com un superfluid. L'objectiu final de l'enfocament és desenvolupar models científics que unifiquen la mecànica quàntica (que descriuen tres de les quatre interaccions fonamentals conegudes) amb la gravetat. Això fa que SVT sigui un candidat per a la teoria de la gravetat quàntica i una extensió del model estàndard. S'espera que el desenvolupament d'aquesta teoria s'unifiqui en un únic model consistent de totes les interaccions fonamentals, i descriure totes les interaccions conegudes i partícules elementals com a manifestacions diferents de la mateixa entitat, el buit superfluid. A escala macro, s'ha suggerit que un fenomen similar més gran passa a les murmuracions dels estúrnids. La rapidesa del canvi en els patrons de vol imita el canvi de fase que condueix a la superfluidesa en alguns estats líquids.
La llum es comporta com un superfluid en diverses aplicacions com ara el punt d'Arago. Com l'heli líquid que es mostra a dalt, la llum viatja per la superfície d'un obstacle abans de continuar al llarg de la seva trajectòria. Com que la llum no es veu afectada per la gravetat local, el seu "nivell" es converteix en la seva pròpia trajectòria i velocitat. Un altre exemple és com un feix de llum viatja a través del forat d'una obertura i per la seva part posterior abans de la difracció.